# ازی مگبگور
ازی مگبگور (انگلیسی: Ezi Magbegor؛ زادهٔ ۱۳ اوت ۱۹۹۹) بازیکن بسکتبال زن اهل استرالیا است.
وی در مسابقات کشوری و بین‌المللی در مجموع برندهٔ ۱ مدال طلا، ۱ مدال نقره، ۴ مدال برنز شده است.